# Американски театър
Американският театър е един от театрите на военни действия през Втората световна война.
Той обхваща континентална Америка и близките до нея зони от океана. Регионът е с доминиращо присъствие на Съюзниците и отдалечен от страните от Тристранния пакт, поради които военните действия в него са ограничени. Сред по-тежките сражения са Лаплатската битка, подводните нападения на Източното крайбрежие на Съединените щати, Алеутската операция, Сейнтлорънската битка.